# Vista des de la finestra de l'artista
Vista des de la finestra de l'artista és una pintura de 1825 realitzada per Martinus Rørbye, un pintor danès especialitzat en el gènere del paisatge i l'arquitectura. Es troba a la Galeria Nacional de Dinamarca de Copenhaguen. La pintura és considerada com una de les més destacades de l'Edat d'or danesa. Incorpora temes i símbols que s'identifiquen com a propis de l'època.

## Descripció
La pintura representa la vista de l'artista des de la seva finestra a casa dels seus pares. La vista és de Flådestation Holmen, una drassana naval, amb un quetx i quatre vaixells de guerra, un dels quals es troba en construcció a les drassanes. A la cornisa enfront de les finestres es troben diverses plantes en testos, i dos motlles de guix de peus, un d'un nen i l'altre d'un adult. Una de les plantes és un esqueix, tancat en un tub de vidre.
Com la majoria de les pintures de l'època romàntica, la pintura té molts significats simbòlics subjacents. La finestra oberta cap al llum; els vaixells al port en el seu camí cap a destins estrangers simbolitzen l'anhel d'una crida desconeguda; la gàbia amb l'ocell empresonat per damunt de la finestra ocupa una posició de transició entre l'interior i l'exterior de la llar dels pares, en aquest cas una presó per l'anhel de l'artista per explorar el món exterior. A l'ampit de la finestra, les plantes en testos simbolitzen les diferents etapes de creixement de la vida humana -per als pintors romàntics la imatge del geni creatiu va ser simbolitzat sovint per una planta o flors que creixen d'una llavor en una planta gran que es desenvolupa cap al cel, que té el seu propi cicle de la vida, l'establiment de llavors, alimentada per l'aigua i el llum. Un quadern de dibuix amb pàgines buides, també col·locat a l'ampit està a l'espera d'omplir-se, mentre que l'interior de la cambra on l'artista realitza la pintura es reflecteix en el mirall ovalat que penja a la finestra.

## Europeana 280
Per l'abril de 2016, la pintura Vista des de la finestra de l'artista va ser seleccionada com una de les deu obres artístiques més importants de Dinamarca pel projecte Europeana.